# In Vision
In Vision – wydany w 2008 roku przez firmę Toshiba EMI w Japonii album kompilacyjny grupy Queen, zawierający 11 utworów grupy.

## Lista utworów
1. „It’s a Beautiful Day”
2. „I Was Born to Love You”
3. „Somebody to Love”
4. „Don’t Stop Me Now”
5. „Bicycle Race”
6. „Killer Queen”
7. „Teo Torriatte (Let Us Cling Together)” – High Definiton Mix 2005
8. „Flash’s Theme” – 2007 High Octane Mix
9. „Bohemian Rhapsody”
10. „We Will Rock You”
11. „We Are the Champions”